# Alison Shanks
Alison Shanks, née le 13 décembre 1982 à Dunedin, est une coureuse cycliste néo-zélandaise.

## Biographie
Alison Shanks représente la Nouvelle-Zélande au tournoi de poursuite individuelle des Jeux olympiques de 2008 à Pékin. Après avoir éliminé en demi-finale l'Américaine Sarah Hammer, double championne du monde de la discipline, elle est battue lors du match pour la médaille de bronze par l'Ukrainienne Lesya Kalitovska et prend ainsi la quatrième place.
En 2009 à Pruszkow en Pologne, Alison Shanks remporte le championnat du monde de poursuite.
Lors des championnats du monde de 2010 à Copenhague, elle est médaillée de bronze de la poursuite par équipes avec Rushlee Buchanan et Lauren Ellis. Elles battent à cette occasion le record du monde de la discipline en 3 min 21 s 552. Ce record est effacé en mai 2010 par les Américaines Sarah Hammer, Dotsie Bausch et Lauren Tamayo en 3 min 19 s 569.
En 2011 à Apeldoorn aux Pays-Bas, elle obtient la médaille d'argent du championnat du monde de poursuite individuelle, et la médaille de bronze en poursuite par équipes.

## Palmarès sur route
- 2005
  -  Médaillée de bronze du contre-la-montre aux Jeux Océaniens
- 2006
  -  Championne de Nouvelle-Zélande du contre-la-montre
  - 3e du championnat de Nouvelle-Zélande sur route
- 2010
  - 3e étape de la Fitchburg Longsjo Classic
  - 2e du championnat de Nouvelle-Zélande du contre-la-montre
- 2011
  - 3e du championnat de Nouvelle-Zélande du contre-la-montre

## Palmarès sur piste

### Jeux olympiques
- Londres 2012
  - 5e de la poursuite par équipes

### Championnats du monde
- Pruszkow 2009
  -  Championne du monde de la poursuite
  -  Médaillée d'argent de la poursuite par équipes
- Ballerup 2010
  -  Médaillé de bronze de la poursuite par équipes
- Apeldoorn 2011
  -  Médaillée d'argent de la poursuite individuelle
  -  Médaillée de bronze de la poursuite par équipes
- Melbourne 2012
  -  Championne du monde de la poursuite
  - 4e de la poursuite par équipes(avec Jaime Nielsen et Lauren Ellis)

### Coupe du monde
- 2006-2007
  - 3e de la poursuite à Manchester
- 2008-2009
  - 1re de la poursuite à Pékin
  - 1re de la poursuite par équipes à Pékin (avec Kaytee Boyd et Lauren Ellis)
- 2009-2010
  - 1re de la poursuite à Pékin
  - 1re de la poursuite par équipes à Melbourne (avec Kaytee Boyd et Lauren Ellis)
  - 2e de la poursuite par équipes à Pékin
- 2010-2011
  - Classement général de la poursuite
  - 1re de la poursuite à Cali
  - 1re de la poursuite par équipes à Cali (avec Rushlee Buchanan et Lauren Ellis)
  - 2e de la poursuite par équipes à Manchester
- 2011-2012
  - Classement général de la poursuite
  - 1re de la poursuite à Cali
  - 2e de la poursuite à Londres
  - 2e de la poursuite par équipes à Cali

### Jeux du Commonwealth
- New Delhi 2010
  -  Médaillé d'or de la poursuite

### Championnats d'Océanie
- 2009
  -  Championne d'Océanie de poursuite

### Jeux Océaniens
- 2005
  -  Médaillée d'argent de la poursuite aux Jeux Océaniens
- 2006
  -  Médaillée d'argent de la poursuite aux Jeux Océaniens

### Championnats de Nouvelle-Zélande
- Championne de Nouvelle-Zélande du 500 mètres : 2010
- Championne de Nouvelle-Zélande de poursuite : 2010
- Championne de Nouvelle-Zélande de vitesse par équipes : 2010 (avec Katie Schofield)